# Isak Schlockow
Isak Schlockow (Isaak Schlockow, ur. 29 lipca 1837 w Lublińcu, zm. 2 lipca 1890 we Wrocławiu) – niemiecki lekarz, praktykował we Wrocławiu. Studiował w latach 1856-1860 na Königliche Universität Breslau. Od 1880 lekarz miejski i policyjny (Polizei- und Stadt-Physikus) Wrocławia.

## Prace
- Der Oberschlesische Industriebezirk mit besond. Rücksicht auf seine Cultur- und Gesundheits-Verhältnisse (Breslau 1876)
- Ueber ein eigenartiges Rückenmarksleiden der Zinkhüttenarbeiter (1879)
- Die Gesundheitspflege und med. Statistik beim preuss. Bergbau (Berlin 1881)
- Die Verbreitung der Tuberkulose in Deutschland und einige ihrer Ursachen (Zeitschr. des königl. preuss. statist. Bureaus, 1883)
- Der Preussische Physikus (Berlin 1886, 5. Aufl. von E. Roth u. Leppmann: Berlin 1900).